# Маккинли (окръг)
Окръг Маккинли (на английски: McKinley County) е окръг в щата Ню Мексико, Съединени американски щати. Площта му е 14 128 km², а населението – 72 564 души (2017). Административен център е град Галъп.